# HD 18832
HD 18832，又名BD+04 485，SAO 110915、HR 908，是一颗恒星，视星等为6.25，位于銀經172.01，銀緯-44.75，其B1900.0坐标为赤經2h 56m 36.2s，赤緯+4° -44.75′ 26″。